# Movimento di opposizione alla guerra in Afghanistan (2001-2021)

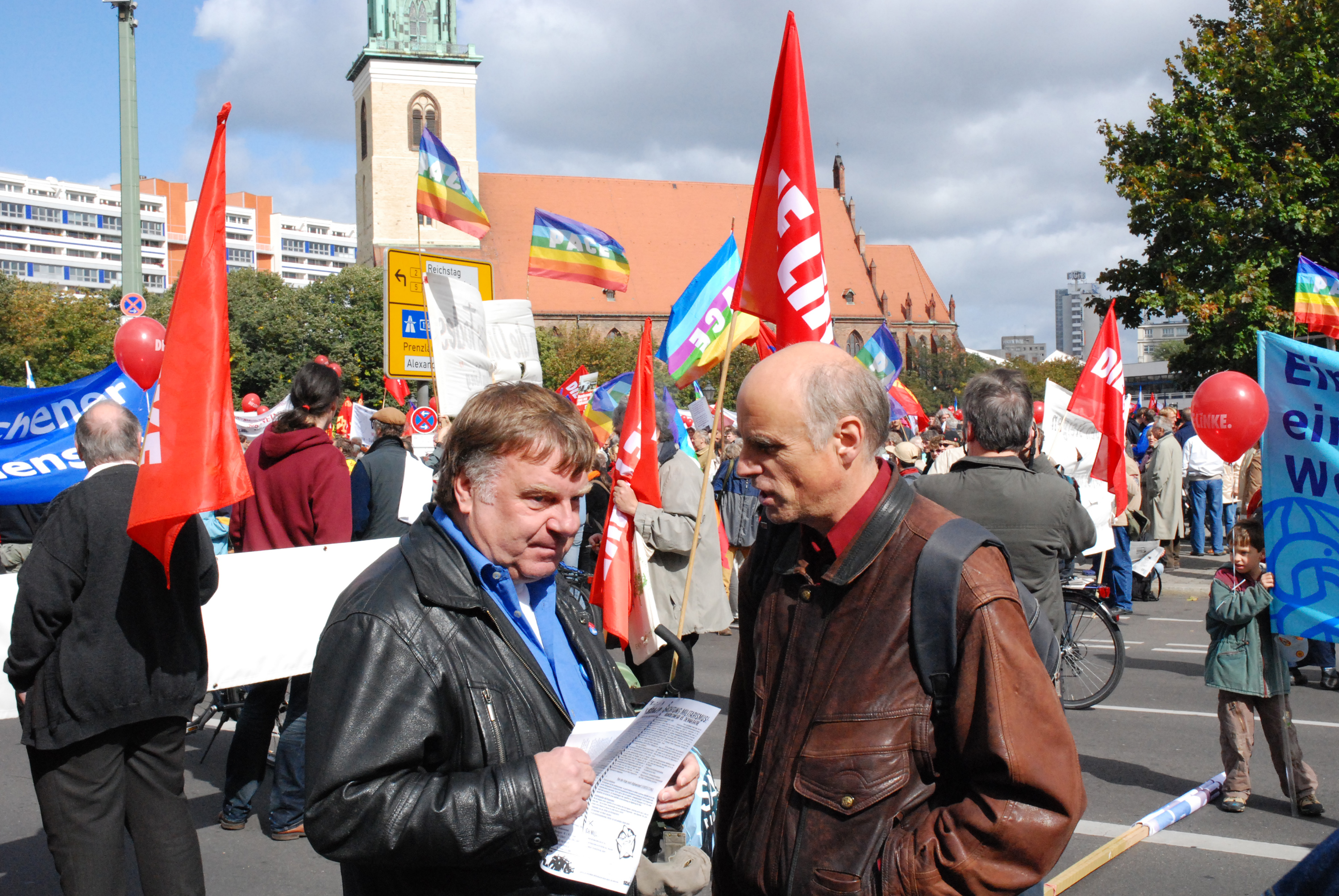
Proteste contro la guerra in Afghanistan in una manifestazione a Berlino nel 2007

Il Movimento di opposizione alla guerra in Afghanistan (2001-2021) deriva da numerosi fattori, tra cui l’opinione che l’invasione dell’Afghanistan da parte degli Stati Uniti fosse illegale ai sensi del diritto internazionale e costituisse un’aggressione ingiustificata, l’opinione che la continua presenza militare costituisca un’occupazione militare straniera, l’opinione che la guerra fa poco per prevenire il terrorismo ma ne aumenta la probabilità e le opinioni sul coinvolgimento di interessi geopolitici e aziendali.
Tra le cause dell’opposizione alla guerra vi furono poi le vittime civili, il costo per i contribuenti e la durata della guerra.